# Barrage Tom-Miller
Le barrage Tom-Miller est un ouvrage d'art américain érigé sur le fleuve Colorado à Austin, au Texas. 
Sa construction, à la fin des années 1930, entraîne la création d'un lac artificiel de six kilomètres carrés : le lac Austin. 
Le barrage est nommé en hommage à Robert Thomas "Tom" Miller (né le 21 septembre 1893, mort le 30 avril 1962), maire d'Austin pendant vingt-deux ans, de 1933 à 1949, puis de 1955 à 1961.